# Deportivo La Guaira
Deportivo La Guaira is een Venezolaanse voetbalclub uit La Guaira, die voorheen bekendstond onder de naam Real Esppor. De club werd opgericht op 21 juni 2008 en speelt in de Primera División. Deportivo La Guaira speelt zijn thuiswedstrijden in het Estadio Olímpico in Caracas.

## Erelijst
- Primera División Venezolana

2020
- Copa de Venezuela

2014, 2015

## Bekende (oud-)spelers
- Rafael Dudamel